# Aimé Giron
Jean Antoine Aimé Giron, né au Puy le 1er juillet 1836 et mort le 28 novembre 1907 à Bois-Colombes, est un poète et romancier français.

## Biographie
Issu d’une vieille famille de robe consulaire, dont les grands-pères avaient été mandés aux États généraux de 1789, à Versailles, Aimé Giron a commencé sa carrière littéraire en publiant dans la Revue de Paris, tout en continuant sa carrière d’avocat dans sa ville natale, où il est secrétaire de la Société Académique du Puy-en-Velay et de la Haute-Loire. En 1863, il publie Le Sabot de Noël (avec des illustrations de Léopold Flameng) qui rencontra un vif succès et fut traduit en plusieurs langues.
Il publie ensuite le recueil de poésies Les Amours étranges, et Trois jeunes filles, en 1864, et Mystérieuses nouvelles en 1866.
Lors de la guerre de 1870 il abandonne son métier d’avocat pour défendre le territoire envahi. Il s'installe à Bois-Colombes et collabore au Figaro, au Gaulois, au Clairon et à La France illustrée, dont il a été le rédacteur en chef pendant vingt-cinq ans.
Il publie, en 1873, un recueil de poésies, Les Cordes de Fer.
Il fut un des écrivains les plus prolifiques de son époque, trouvant son inspiration dans l’histoire et les légendes du Velay et de la Haute-Loire.
Il fut distingué à de nombreuses reprises et notamment par l’académie des jeux floraux et l’académie française. Il est décoré en juillet 1899 par la reine régente Espagnole de l'ordre de Charles III au nom du roi Alphonse XIII, en récompense pour les articles pro-espagnols qu'il a publié pendant la Guerre hispano-américaine en 1898.
Aimé Giron est le frère du peintre Léon Giron et le père de l'égyptologue Noël Giron (Noël Aimé-Giron).
Une rue du Puy-en-Velay porte son nom.

## Œuvres
- « Prima Vera », Annales de la Société d'agriculture, sciences, arts et commerce du Puy,‎ 1859 (lire en ligne).
- « À mes chères petites sœurs : La Chartreuse de Bonnefoy », Annales de la Société d'agriculture, sciences, arts et commerce du Puy,‎ 1859 (lire en ligne)
- « Les Civilisations : études, par M. Aimé Giron, membre résident de la Société académique du Puy », Annales de la Société d'agriculture, sciences, arts et commerce du Puy,‎ 1860 (lire en ligne)
- « Le long du Rhin », Annales de la Société d'agriculture, sciences, arts et commerce du Puy,‎ 1862 (lire en ligne)
- Le Sabot de Noël, compositions et gravures par Léopold Flameng, préface de Jules Janin, Paris, E. Ducrocq, 1863 - légende [lire en ligne]
- Les Amours étranges, Paris, Michel-Lévy frères, 1864 - poésies.
- Le Long du Rhin, Le Puy, impr. de M.-P. Marchessou, 1864 - poésies.
- Trois jeunes filles, Paris, Michel-Lévy frères, 1864.
- Mystérieuses nouvelles. (La Chaise-Dieu ; Les Pilules du docteur Teufel ; Le Cœur en deux volumes ; Le Chalet aux mésanges), Paris, Librairie centrale, 1866.
- Fay-le-Froid : notes de voyage, Le Puy, impr. de M.-P. Marchessou, 1868 - (Fay-le-Froid est l'ancien nom de la commune de Fay-sur-Lignon, de son département natal de la Haute-Loire).
- Les Cordes de fer (1870-1871), Paris, A. Lemerre, 1873 - poésies.
- La Maison de Nazareth, Paris, P. Ducrocq, 1874 - légende.
- Les Petits-fils des douze Césars, satires françaises-latines , avec Cyrille Fiston, Paris, Didier, 1874.
- Poésies couronnées au centenaire de Saboly, à Apt et aux Jeux floraux de Toulouse, 1875, Marseille, impr. de M. Olive, 1876 [lire en ligne].
- La Maison qui pleure ; La Fiancée de pierre ; La Patrie, Paris, Didier, 1878.
- Pougues médical et pittoresque, avec le Dr J. Janicot, Paris, impr. de Motteroz, 1881.
- Le Manoir de Meyrial, Paris, Blériot frères, 1881.
- Ces pauvres petits !, Paris, Hachette, 1882.
- Les Lurons de la ganse, Paris, Blériot et Gautier, 1883 ; publié sous forme de roman-feuilleton dans L'Express du Midi (en) du 8 décembre 1891 au 4 février 1892.
- La Béate, Paris, Blériot et Gautier, 1884.
- Une lune de miel, Paris, P. Ollendorff, 1884.
- Un mariage difficile, Paris, Blériot et Gautier, 1884.
- Chez l'oncle Aristide, Paris, H. Gautier, 1885.
- Histoire d'un petit mousse, Paris, C. Delagrave, 1885.
- Cœur malade, Paris, H. Gautier, 1886.
- Les Cinq Sous du juif errant (illustré par Henri Pille), 1887 [lire en ligne]
- Maître Bernillon, notaire, Paris, H. Gautier, 1888.
- Braconnette, Paris, Hachette, 1890.
- Les Œufs de Pâques du docteur Printemps, Paris, Firmin-Didot, 1891.
- Le Noir et le blanc, Paris, Firmin-Didot, 1894.
- Une lieue de dentelle, Paris, Hachette, 1894.
- Trois Héros (illustré par Job), Paris, Hachette, 1894 [lire en ligne]
- La Famille de La Marjolaine, Paris, J. Hetzel, 1895.
- Jeanne Darc, l'héroïne de la France, préface d’Émile Gossot, Paris, Ducrocq, 1895.
- Contes à nos petits rois, Paris, Hachette, 1896.
- Les Cinq vertus de tante Zabeth, Tours, A. Mame et fils, 1896.
- Le Vieux ramasseur de pierres, suivi de la Famille de La Marjolaine, Paris, J. Hetzel, 1898.
- Un œuf de Pâques comme il n'y en a pas, Paris, Firmin-Didot, 1900.
- Un soir des Saturnales, fresque romaine en 2 tableaux : l'atrium de Perse, la mort de Pétrone, avec Albert Tozza, Paris, P. Ollendorff, 1901.
- L'Augustule, 475-476, avec Albert Tozza, Paris, Ambert et Cie, 1902.
- La Bête de Luxure Gilles de Rais, avec Albert Tozza, Paris, Ambert.
- Le Bien-aimé : 1725, avec Albert Tozza, Paris, Ambert, 1903.
- Les Nuits de Bagdad, avec Albert Tozza, Paris, Ambert, 1905.

Participation
- Collectif, La solution sociale par l'éducation chrétienne des enfants pauvres ou abandonnés par Maxime Du Camp, Aimé Giron, l'abbé Roussel et le P. Dulong de Rosnay ; publié par Ch. Des Granges (1895) [lire en ligne]

Collaboration
- Maxime du Camp, La Charité privée à Paris, 1885  [lire en ligne]

Préface
- Le Velay : Fleurs des montagnes, Le Puy en velay, impr. de M. P. Marchessou, 1868 lire en ligne sur Gallica